# وسوولود میلر

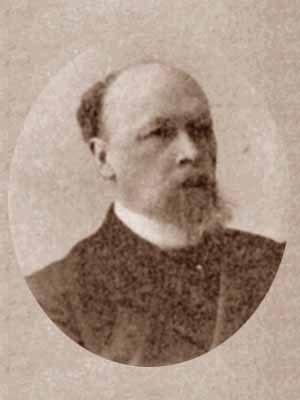
وسوولود میلر

وسوولود فدوروویچ میلر (به روسی: Всеволод Фёдорович Миллер) (متولد 19 آوریل 1848 (تقویم قدیمی روسی) - متوفی 7 آوریل 1913 (تقویم قدیمی روسی))  لغت‌شناس، فولکلورشناس، زبان شناس، مردم شناس، باستان شناس و آکادمیسین آکادمی علوم پترزبورگ روسی بود.